# Salvage for Victory

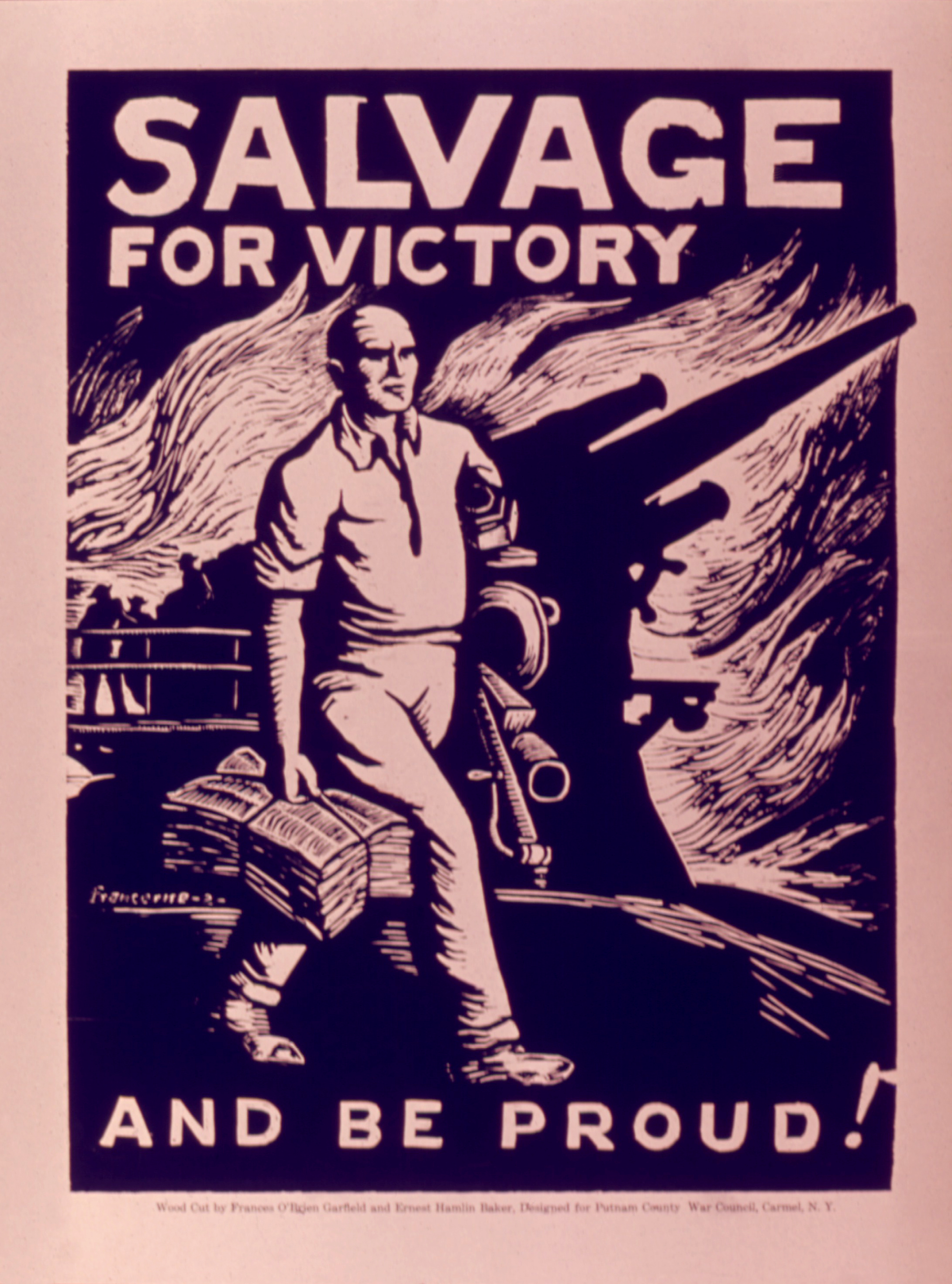
Un poster pour le programme Salvage for Victory.

La campagne Salvage for Victory est un programme lancé par le gouvernement fédéral des États-Unis en 1942 pour récupérer des matériaux destinés à l'effort de guerre américain au cours de la Seconde Guerre mondiale.
Le 10 janvier 1942, le Bureau américain de gestion de la production envoie des cartes d'engagement pour les magasins de détail leur demandant de participer à l'effort visant à récupérer des matières comme le papier usagé, la ferraille, les vieux chiffons et le caoutchouc. Plus tard ce même mois, le Bureau de la conservation industrielle de l'office de production de guerre demande à tous les maires américains de récupérer les mêmes types de matériaux dans les décharges et les incinérateurs municipaux.
À New York, le Département de l'assainissement commence à récupérer des matériaux amassés à l'extérieur des maisons et des immeubles d'habitation à 11 h tous les dimanches matin.

## Source de la traduction
- (en) Cet article est partiellement ou en totalité issu de l’article de Wikipédia en anglais intitulé « Salvage for Victory » (voir la liste des auteurs).